# Willson Contreras
Willson Eduardo Contreras (Puerto Cabello, Carabobo, Venezuela; 13 de mayo de 1992) es un receptor venezolano de béisbol profesional que pertenece a los St. Louis Cardinals en las Grandes Ligas (MLB).
Anteriormente perteneció a los Chicago Cubs de 2016 al 2022.

## Carrera

### Chicago Cubs
Contreras firmó con los Cachorros de Chicago como agente libre internacional en 2009. Jugó con los Boise Hawks en 2011 y 2012, los Kane County Cougars en 2013, los Daytona Cubs en 2014 y los Tennessee Smokies en 2015. Fue nombrado como el Jugador del Año de las ligas menores de los Cachorros en 2015, luego de batear .333/.413/.478 con ocho jonrones, y al finalizar la temporada fue añadido a la plantilla de 40 jugadores de los Cachorros.
El 17 de junio de 2016, Contreras fue promovido por los Cachorros y debutó como receptor, se convirtió en el Venezolano N° 347 en las Grandes Ligas. El 19 de junio se convirtió en el 30mo jugador en la era moderna de las Grandes Ligas, en conectar un jonrón en el primer lanzamiento que recibe en su carrera.
En el Juego 4 de la Serie Divisional ante los Gigantes de San Francisco, con los Cachorros liderando la serie por 2-1, Contreras conectó un sencillo impulsor de dos carreras en la parte alta de la novena entrada, que permitió al equipo empatar el juego 5-5. Posteriormente en la misma entrada anotaron la carrera ganadora, clasificándose a la Serie de Campeonato de la Liga Nacional, y eventualmente ganaron la Serie Mundial de 2016 ante los Indios de Cleveland.
En 2017, Contreras fue el receptor regular de los Cachorros por la mayor parte de la temporada. El 9 de agosto, sufrió una distensión moderada en el tendón de la corva mientras corría a la primera base contra los Gigantes de San Francisco. Retornó al equipo el 10 de septiembre, entrando como bateador emergente. Finalizó la temporada con promedio de bateo de .276, 21 jonrones y 74 carreras impulsadas.
Con un promedio de .287, siete jonrones y 34 carreras impulsadas, Contreras fue elegido titular en el Juego de Estrellas de 2018, su primera aparición en el encuentro. Terminó su campaña de 2018 bateando .249 con diez jonrones y 54 carreras impulsadas en 138 juegos.
Contreras tuvo un buen comienzo en la temporada 2019, bateando .315 con un porcentaje de embasarse más slugging de 1.069 hasta mediados de mayo. El 11 de mayo tuvo el primer hit ganador de su carrera, un jonrón en solitario ante Burch Smith de los Cerveceros de Milwaukee, que puso fin a un juego de 15 entradas. Contreras y su compañero Javier Báez fueron nombrados titulares de la Liga Nacional en el Juego de Estrellas de 2019, pero ninguno registró un hit. El 3 de agosto, Contreras se lastimó el tendón de la corva corriendo hacia la primera base y fue incluido en la lista de lesionados de 10 días. Terminó la temporada 2019 con una línea ofensiva de .272/.355/.533 con 24 jonrones y 64 carreras impulsadas en 105 juegos.
En la temporada de 2020 acortada por la pandemia de COVID-19, Contreras registró un promedio de .243 con siete jonrones, 26 impulsadas y 37 anotadas (la mayor cantidad entre los receptores de la MLB) en 189 turnos al bate. A la defensiva, capturó a nueve corredores en intento de robo de base, la mayor cantidad de la Liga Nacional junto a Jacob Stallings de los Piratas de Pittsburgh.
Fue incluido en el Juego de Estrellas de las Grandes Ligas de Béisbol de 2022 y, junto con su hermano William se convirtieron en la decimoquinta pareja de hermanos seleccionados para un Juego de Estrellas. 

### St. Louis Cardinals
Contreras firmó con los St. Louis Cardinals el 7 de diciembre de 2022 un contrato de 5 años por $87.5 millones de dólares.